# Khao-Wong-Prachan-Tal
Das Tal Khao Wong Prachan liegt in Zentral-Thailand in der Provinz Lop Buri. Es bildete während des 2. und 1. Jahrtausends v. Chr. ein Zentrum der Verarbeitung von Kupfer in Südostasien.

## Beschreibung
Zahlreiche Anlagen zeugen von dem Abbau, dem Schmelzen und Gießen von Kupfererz mit hohem Anteil an Arsen. Das Erz wurde in den nahe gelegenen Minen gewonnen, dann zerkleinert und sortiert. In Tiegeln wurden die Erze zu Barren geformt, die für die Herstellung von Projektilspitzen und als Tüllenbeile vorgesehen waren. Man fand keine Anzeichen für die Legierung mit Zinn. Seit etwa 600 v. Chr. wurde offenbar auch Eisen geschmiedet.

## Fundplätze
Im Tal befindet sich zum Beispiel etwa 15 km nördlich der Stadt Lop Buri die Ausgrabungsstätte Nil Kham Haeng.